# August Peter Julius du Menil
August Peter Julius du Menil (* 2. November 1777 in Celle; † 28. Juli 1852) war Apotheker in Wunstorf, Mitbegründer und Mitdirektor des norddeutschen Apothekervereins, Direktor des Pulver- und Salinenwesens sowie königlich hannoverscher geheimer Ober-Bergcommissär und fürstlich schaumburgischer Hofrath.
Er hat im Laufe seines Lebens zahlreiche Schriften und Abhandlungen über Chemie, Pharmazie und Mineralogie veröffentlicht.

## Veröffentlichungen
- Die Reagentienlehre für die Pflanzenanalyse...; Celle 1841
- Metrische Erholungen für seine Freunde...; Celle 1852
- Handbuch der Reagentien und Zerlegungslehre..; Lemgo 1837
- Treuer Wegweiser für arbeitende Chemiker und Freunde der analytischen Chemie (Online)
- Chemische Forschungen im Gebiete der Anorganischen Natur
- Leitfaden zur Chemischen Untersuchung der Naturkoerper Fuer Alle..; Gotha, 1829
- Einige Worte über die anmaßenden öffentlichen Aeußerungen mancher Naturforscher, besonders der Chemiker und Physiker über die Arbeiten ihrer Wissenschaftsverwandten, gesprochen im Linneischen Vereinsjahre, den 8. Nov. 1827 zu Minden (online)
- Neue chemisch-physicalische Untersuchung der Schwefelwässer wie auch des Badeschlamms zu Eilsen : nebst gasometrischen Beobachtungen über die Atmosphäre des dortigen Reviers; Hannover : Lamminger und Rosenbusch, 1826
- Analyse einer bei Ovelgönne im Oldenburgischen am 6 Aug. 1820 niedergefallenen steinigen Meteor-Masse; (online)